# العلاقات الأندورية البوسنية
العلاقات الأندورية البوسنية هي العلاقات الثنائية التي تجمع بين أندورا والبوسنة والهرسك.

## مقارنة بين البلدين
هذه مقارنة عامة ومرجعية للدولتين:
| وجه المقارنة                                              | أندورا                                                     | البوسنة والهرسك                                             |
| --------------------------------------------------------- | ---------------------------------------------------------- | ----------------------------------------------------------- |
| المساحة (كم2)                                             | 468                                                        | 51.20 ألف                                                   |
| عدد السكان (نسمة)                                         | 76.18 ألف                                                  | 3.51 مليون                                                  |
| الكثافة السكانية (ن./كم²)                                 | 16.28 ألف                                                  | 68.55                                                       |
| العاصمة                                                   | أندورا لا فيلا                                             | سراييفو                                                     |
| اللغة الرسمية                                             | اللغة الكتالونية                                           | اللغة البوسنوية، اللغة الكرواتية، اللغة الصربية             |
| العملة                                                    | يورو                                                       | مارك بوسني                                                  |
| الناتج المحلي الإجمالي (بليون دولار)                      | 3.01 مليار                                                 | 18.17 مليار                                                 |
| الناتج المحلي الإجمالي (تعادل القوة الشرائية) بليون دولار |                                                            | 41.35 مليار                                                 |
| الناتج المحلي الإجمالي الاسمي للفرد دولار أمريكي          |                                                            | 4.25 ألف                                                    |
| الناتج المحلي الإجمالي للفرد دولار أمريكي                 |                                                            | 10.43 ألف                                                   |
| مؤشر التنمية البشرية                                      | 0.858                                                      | 0.733                                                       |
| رمز المكالمات الدولي                                      | +376                                                       | +387                                                        |
| رمز الإنترنت                                              | .ad                                                        | .ba                                                         |
| المنطقة الزمنية                                           | ت ع م+01:00، توقيت وسط أوروبا، ت ع م+02:00، أوروبا/أندورا ‏ | توقيت وسط أوروبا، ت ع م+01:00، ت ع م+02:00، أوروبا/سراييفو ‏ |

## منظمات دولية مشتركة
يشترك البلدان في عضوية مجموعة من المنظمات الدولية، منها:
| علم المنظمة | اسم المنظمة                    | تاريخ انضمام أندورا | تاريخ انضمام البوسنة والهرسك |
| ----------- | ------------------------------ | ------------------- | ---------------------------- |
|             | الاتحاد الدولي للاتصالات       | 12 نوفمبر 1993      | 20 أكتوبر 1992               |
|             | منظمة حظر الأسلحة الكيميائية   | ?                   | ?                            |
|             | يونسكو                         | 20 أكتوبر 1993      | 2 يونيو 1993                 |
|             | مجلس أوروبا                    | ?                   | 24 أبريل 2002                |
|             | الأمم المتحدة                  | 28 يوليو 1993       | 22 مايو 1992                 |
|             | منظمة الشرطة الجنائية الدولية  | ?                   | ?                            |
|             | منظمة الأمن والتعاون في أوروبا | 25 أبريل 1996       | 30 أبريل 1992                |

## وصلات خارجية
- موقع وزارة الخارجية الأندورية
- موقع وزارة الخارجية البوسنية